# Castelnaud-la-Chapelle
Pour les articles homonymes, voir Castelnau et La Chapelle.
Castelnaud-la-Chapelle est une commune française située dans le département de la Dordogne, en région Nouvelle-Aquitaine.
Elle fait partie de l'association Les Plus Beaux Villages de France.

## Géographie

### Généralités

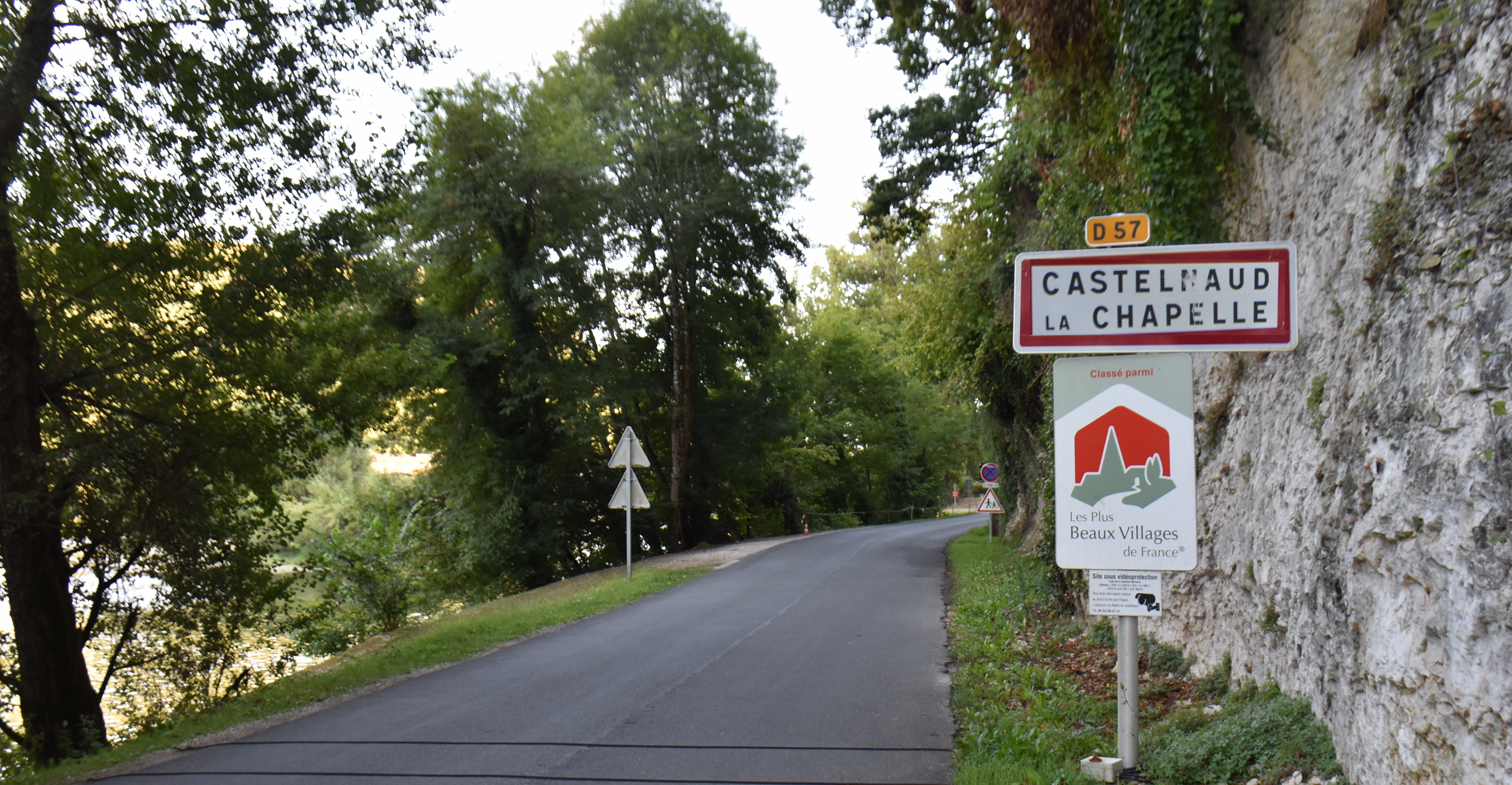
Une entrée du bourg.

Dans le quart sud-est du département de la Dordogne, la commune de Castelnaud-la-Chapelle est située en Périgord noir. Elle est bordée au nord par la Dordogne et arrosée par son affluent le Céou. C'est une commune rurale qui fait partie de l'aire d'attraction de Sarlat-la-Canéda.
À quelques centaines de mètres de la route départementale (RD) 57, le petit bourg de Castelnaud-la-Chapelle est situé, en distances orthodromiques, dix kilomètres au sud-ouest de Sarlat-la-Canéda, et autant au sud-est de Saint-Cyprien.
La commune est également desservie par les RD 50,53 et 53E1.
Entre Cénac-et-Saint-Julien et Cladech, le sentier de grande randonnée GR 64 traverse le territoire communal d'est en ouest sur sept kilomètres, passant devant le château de Castelnaud et celui des Milandes.

### Communes limitrophes
Castelnaud-la-Chapelle est limitrophe de neuf autres communes. Au sud-ouest, le territoire de Carves est distant de moins de 250 mètres et au nord-ouest, celui de Cladech est éloigné de 350 mètres.
| Saint-Vincent-de-Cosse, Allas-les-Mines | Beynac-et-Cazenac       | Vézac                 |
| Veyrines-de-Domme                       | Castelnaud-la-Chapelle  | Cénac-et-Saint-Julien |
| Grives                                  | Saint-Laurent-la-Vallée | Saint-Cybranet        |

### Géologie et relief

#### Géologie
Situé sur la plaque nord du Bassin aquitain et bordé à son extrémité nord-est par une frange du Massif central, le département de la Dordogne présente une grande diversité géologique. Les terrains sont disposés en profondeur en strates régulières, témoins d'une sédimentation sur cette ancienne plate-forme marine. Le département peut ainsi être découpé sur le plan géologique en quatre gradins différenciés selon leur âge géologique. Castelnaud-la-Chapelle est située dans le deuxième gradin à partir du nord-est, un plateau formé de roches calcaires très dures du Jurassique que la mer a déposées par sédimentation chimique carbonatée, en bancs épais et massifs.
Elle est dans le causse de Daglan, au sud-ouest autour de Daglan, entre Saint-Cyprien, Domme et Villefranche-du-Périgord, vaste ensemble éclaté présentant de nombreux faciès calcaires, constitués principalement de pelouses sèches, de steppes, et de forêts perdant leurs feuilles en hiver.
Les couches affleurantes sur le territoire communal sont constituées de formations superficielles du Quaternaire datant du Cénozoïque et de roches sédimentaires du Mésozoïque. La formation la plus ancienne, notée j6-7, date du Kimméridgien terminal au Tithonien, composée de calcaires micritiques en petits bancs alternant avec des bancs marneux à lumachelles. La formation la plus récente, notée CF, fait partie des formations superficielles de type colluvions indifférenciées sablo-argileuses et argilo-sableuses. Le descriptif de ces couches est détaillé dans  les feuilles « no 808 - Sarlat-la-Canéda » et « no 832 - Gourdon » de la carte géologique au 1/50 000 de la France métropolitaine, et leurs notices associées,.

Carte géologique de Castelnaud-la-Chapelle.

#### Relief et paysages

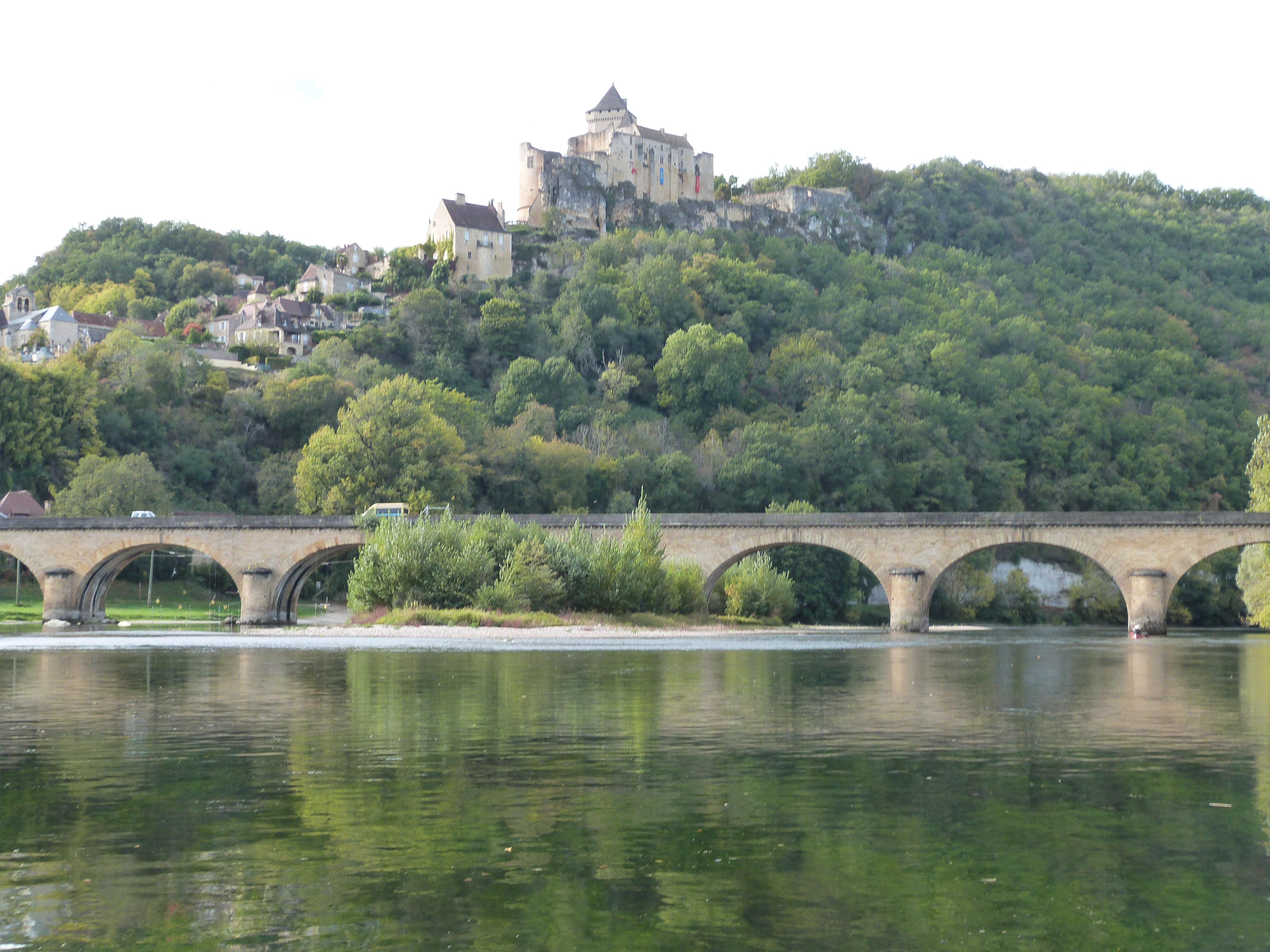
Vue depuis la Dordogne du pont de Castelnaud vers la château de Castelnaud sur le coteau boisé.

Le département de la Dordogne se présente comme un vaste plateau incliné du nord-est (491 m, à la forêt de Vieillecour dans le Nontronnais, à Saint-Pierre-de-Frugie) au sud-ouest (2 m à Lamothe-Montravel). L'altitude du territoire communal varie quant à elle entre 51 m et 283 m,.
Dans le cadre de la Convention européenne du paysage entrée en vigueur en France le 1er juillet 2006, renforcée par la loi du 8 août 2016 pour la reconquête de la biodiversité, de la nature et des paysages, un atlas des paysages de la Dordogne a été élaboré sous maîtrise d’ouvrage de l’État et publié en octobre 2020. Les paysages du département s'organisent en huit unités paysagères et 14 sous-unités. La commune fait partie du Périgord noir, un paysage vallonné et forestier, qui ne s’ouvre que ponctuellement autour de vallées-couloirs et d’une multitude de clairières de toutes tailles. Il s'étend du nord de la Vézère au sud de la Dordogne (en amont de Lalinde) et est riche d’un patrimoine exceptionnel.
La superficie cadastrale de la commune publiée par l'Insee, qui sert de référence dans toutes les statistiques, est de 20,88 km2,,. La superficie géographique, issue de la BD Topo, composante du Référentiel à grande échelle produit par l'IGN, est quant à elle de 21,02 km2.

### Hydrographie

#### Réseau hydrographique
La commune est située dans le bassin de la Dordogne au sein du Bassin Adour-Garonne. Elle est drainée par la Dordogne, le Céou, l'Antinol, le Fonbounou, l'Embalay et par un petit cours d'eau, qui constituent un réseau hydrographique de 20 km de longueur totale,.
La Dordogne, d'une longueur totale de 483,1 km, prend naissance sur les flancs du puy de Sancy (1 885 m), dans la chaîne des monts Dore, traverse six départements dont la Dordogne dans sa partie sud, et conflue avec la Garonne à Bayon-sur-Gironde, pour former l'estuaire de la Gironde,. Elle borde la commune du nord-est au nord-ouest sur huit kilomètres face à Vézac, Beynac-et-Cazenac et Saint-Vincent-de-Cosse.
Le Céou, d'une longueur totale de 55,07 km, prend sa source dans le Lot dans la commune de Séniergues et se jette en rive gauche de la Dordogne à l'est du bourg de Castelnaud, face à Vézac. Il arrose la commune à l'est sur deux kilomètres.
Deux autres affluents de rive gauche de la Dordogne baignent le territoire communal au nord-ouest : l'Embalay sur trois kilomètres et demi dont plus d'un kilomètre et demi en limite de Veyrines-de-Domme, et l'Antinol qui sert de limite naturelle sur 750 mètres avec Allas-les-Mines.
Le Fonbounou, affluent de la Vallée et sous-affluent de la Dordogne par la Nauze, borde la commune au sud-ouest sur près d'un kilomètre et demi face à Saint-Laurent-la-Vallée.

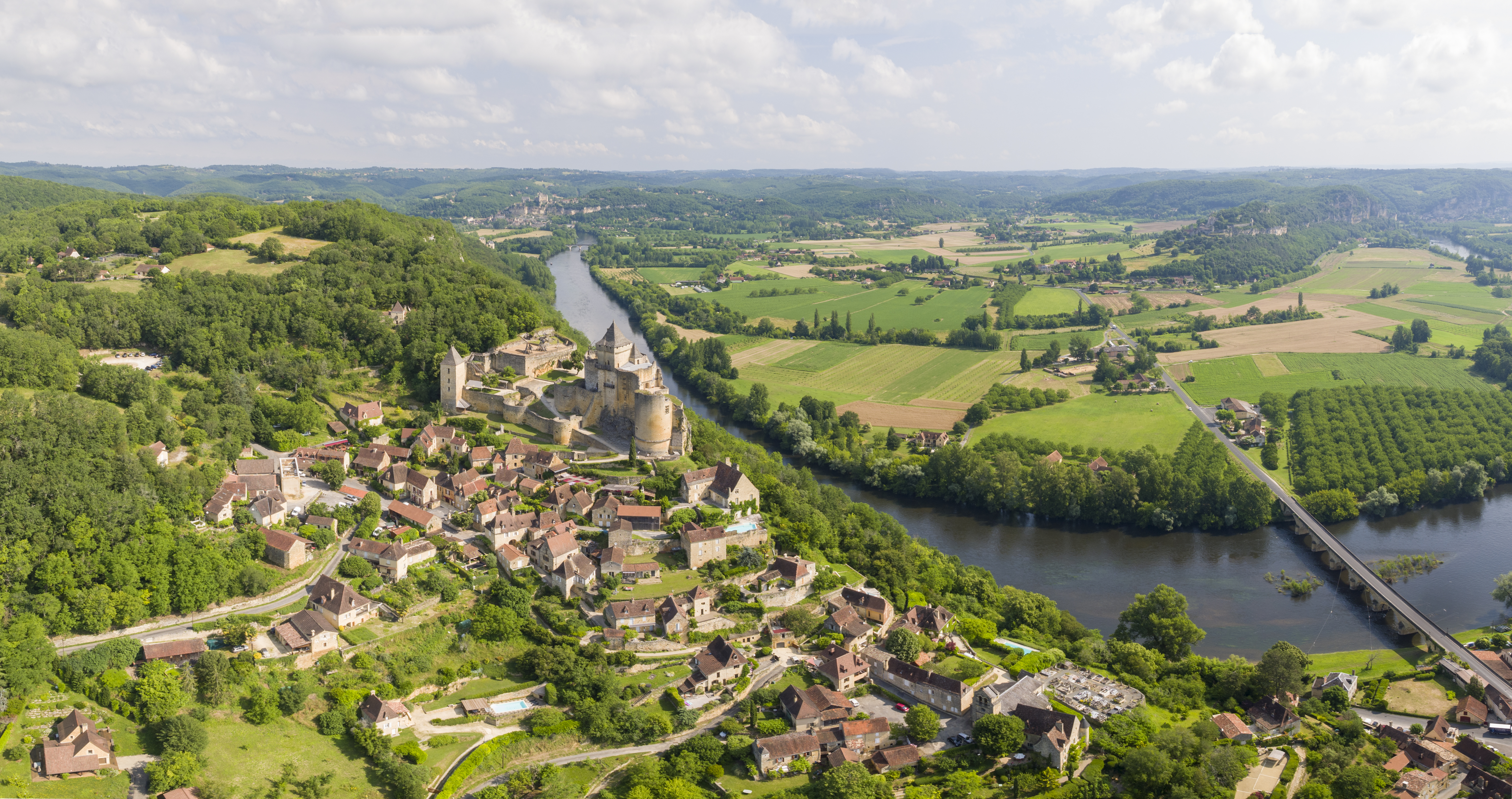
La Dordogne en contrebas du bourg de Castelnaud et de son château.
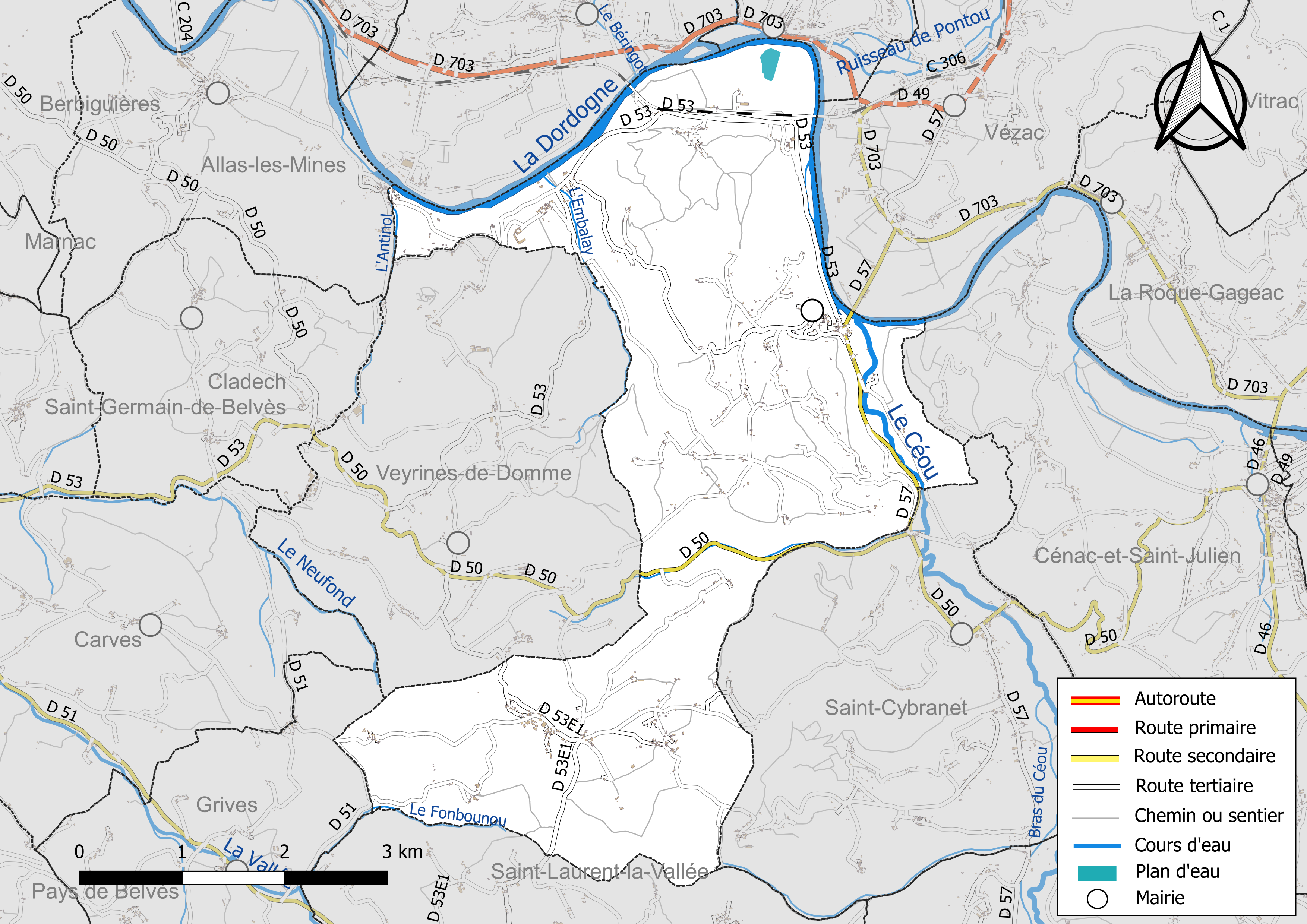
Réseaux hydrographique et routier de Castelnaud-la-Chapelle.

#### Gestion et qualité des eaux
Le territoire communal est couvert par le schéma d'aménagement et de gestion des eaux (SAGE) « Dordogne amont ». Ce document de planification, dont le territoire s'étend des sources de la Dordogne jusqu'à la confluence de la Vézère à Limeuil, d'une superficie de 9 700 km2 est en cours d'élaboration. La structure porteuse de l'élaboration et de la mise en œuvre est l'établissement public territorial de bassin de la Dordogne (EPIDOR). Il définit sur son territoire les objectifs généraux d’utilisation, de mise en valeur et de protection quantitative et qualitative des ressources en eau superficielle et souterraine, en respect des objectifs de qualité définis dans le troisième SDAGE  du Bassin Adour-Garonne qui couvre la période 2022-2027, approuvé le 10 mars 2022.
La qualité des eaux de baignade et des cours d’eau peut être consultée sur un site dédié géré par les agences de l’eau et l’Agence française pour la biodiversité.

### Climat
Pour des articles plus généraux, voir Climat de la Nouvelle-Aquitaine et Climat de la Dordogne.
Historiquement, la commune est exposée à un climat océanique aquitain.  
En 2020, Météo-France publie une typologie des climats de la France métropolitaine dans laquelle la commune est exposée à un climat océanique altéré et est dans la région climatique  Aquitaine, Gascogne, caractérisée par une pluviométrie abondante au printemps, modérée en automne, un faible ensoleillement au printemps, un été chaud (19,5 °C), des vents faibles, des brouillards fréquents en automne et en hiver et des orages fréquents en été (15 à 20 jours).
Pour la période 1971-2000, la température annuelle moyenne est de 13,1 °C, avec  une amplitude thermique annuelle de 15,4 °C. Le cumul annuel moyen de précipitations est de 849 mm, avec 12,3 jours de précipitations en janvier et 6,5 jours en juillet. Pour la période 1991-2020, la température moyenne annuelle observée sur la station météorologique la plus proche, située sur la commune de Pays de Belvès à 12 km à vol d'oiseau, est de 13,0 °C et le cumul annuel moyen de précipitations est de 888,2 mm,. Pour l'avenir, les paramètres climatiques de la commune estimés pour 2050 selon différents scénarios d’émission de gaz à effet de serre sont consultables sur un site dédié publié par Météo-France en novembre 2022.

### Milieux naturels et biodiversité

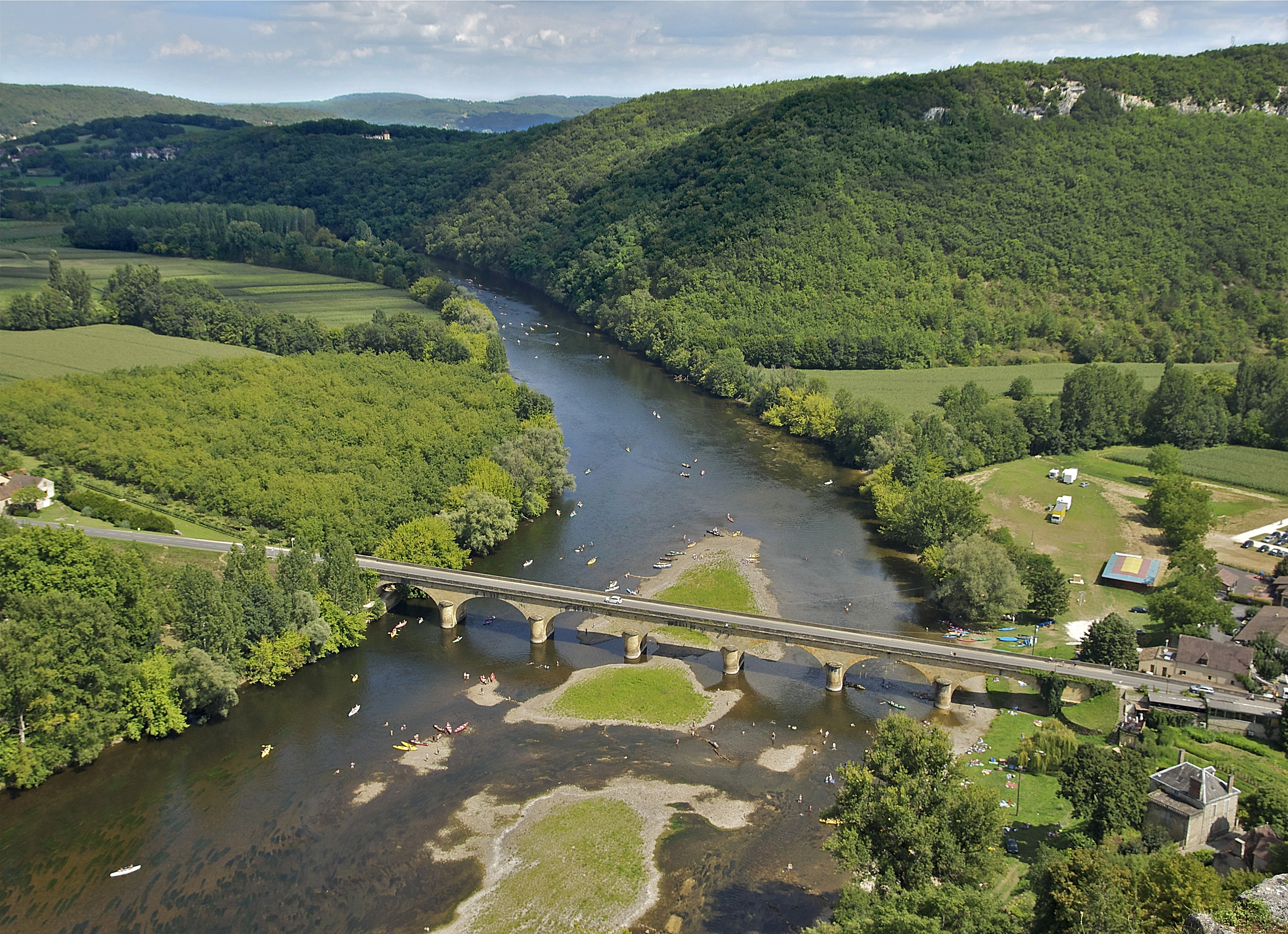
La Dordogne au pont de Castelnaud.

#### Natura 2000
La Dordogne est un site du réseau Natura 2000 limité aux départements de la Dordogne et de la Gironde, et qui concerne les 104 communes riveraines de la Dordogne, dont Castelnaud-la-Chapelle,. Seize espèces animales et une espèce végétale inscrites à l'annexe II de la directive 92/43/CEE de l'Union européenne y ont été répertoriées.

#### ZNIEFF
Castelnaud-la-Chapelle fait partie des 102 communes concernées par la zone naturelle d'intérêt écologique, faunistique et floristique (ZNIEFF) de type II « La Dordogne »,, dans laquelle ont été répertoriées huit espèces animales déterminantes et cinquante-sept espèces végétales déterminantes, ainsi que quarante-trois autres espèces animales et trente-neuf autres espèces végétales.

## Urbanisme

### Typologie
Au 1er janvier 2024, Castelnaud-la-Chapelle est catégorisée commune rurale à habitat très dispersé, selon la nouvelle grille communale de densité à 7 niveaux définie par l'Insee en 2022.
Elle est située hors unité urbaine. Par ailleurs la commune fait partie de l'aire d'attraction de Sarlat-la-Canéda, dont elle est une commune de la couronne,. Cette aire, qui regroupe 45 communes, est catégorisée dans les aires de moins de 50 000 habitants,.

### Occupation des sols
L'occupation des sols de la commune, telle qu'elle ressort de la base de données européenne d’occupation biophysique des sols Corine Land Cover (CLC), est marquée par l'importance des forêts et milieux semi-naturels (53,7 % en 2018), une proportion sensiblement équivalente à celle de 1990 (54,2 %). La répartition détaillée en 2018 est la suivante : 
forêts (53,7 %), zones agricoles hétérogènes (32,5 %), prairies (7,4 %), eaux continentales (3,3 %), terres arables (3,1 %). L'évolution de l’occupation des sols de la commune et de ses infrastructures peut être observée sur les différentes représentations cartographiques du territoire : la carte de Cassini (XVIIIe siècle), la carte d'état-major (1820-1866) et les cartes ou photos aériennes de l'IGN pour la période actuelle (1950 à aujourd'hui).

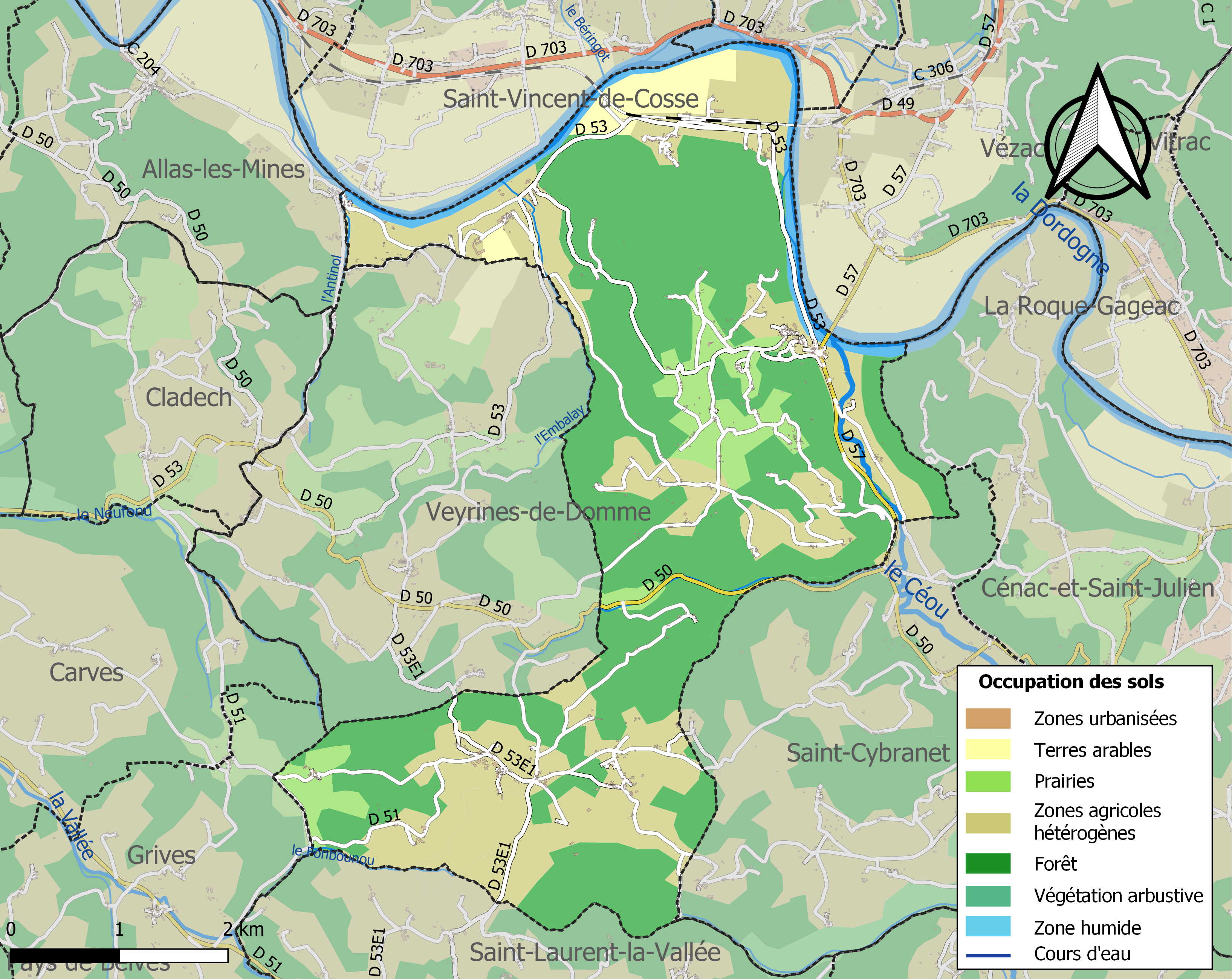
Carte des infrastructures et de l'occupation des sols de la commune en 2018 (CLC).

### Villages, hameaux et lieux-dits
- Les Ans
- Bannes
- la Barrière
- Bérel
- la Borie (deux lieux-dits du même nom)
- le Bos Petit
- le Bost
- Bost Nègre
- Bruyère
- le But
- Cafour
- Cap del Pech
- les Carbonnières
- Carpignac
- Castelnaud
- Cayrefour
- la Chapelle Basse
- La Chapelle-Péchaud
- le Château Trompette
- la Combe
- Combe Longue
- Combe Peyrouse
- Coubirat
- Crabol
- la Croix de Férou
- la Croix de la Mission
- Envaux
- les Escaliers
- les Escloux
- Falgueyrat
- Fayrac
- la Ferme des Milandes
- Fondaumier
- Générille
- Lablancou
- Lacoste
- Lascombe
- Lasserre
- Leyral
- Maison Blanche
- Maisonneuve
- les Mérigots
- les Milandes
- le Moulin de Mel
- le Moulin de Tournepique
- Moulin Neuf
- Notre-Dame
- Pech Carbonnier
- Pech Pourel
- Péchaud
- la Plaine de Fayrac
- Pont de Cause
- les Ramonets
- Rauffet
- le Roc
- le Roc de la Garde
- le Soucaillou
- Tournepique
- la Treille
- le Valat
- Viel Croze
- les Vitarelles[42].

### Prévention des risques
Le territoire de la commune de Castelnaud-la-Chapelle est vulnérable à différents aléas naturels : météorologiques (tempête, orage, neige, grand froid, canicule ou sécheresse), inondations, feux de forêts, mouvements de terrains et séisme (sismicité très faible). Il est également exposé à un risque technologique, la rupture d'un barrage. Un site publié par le BRGM permet d'évaluer simplement et rapidement les risques d'un bien localisé soit par son adresse soit par le numéro de sa parcelle.

#### Risques naturels
Certaines parties du territoire communal sont susceptibles d’être affectées par le risque d’inondation par débordement de cours d'eau, notamment la Dordogne et le Céou. La commune a été reconnue en état de catastrophe naturelle au titre des dommages causés par les inondations et coulées de boue survenues en 1982, 1993, 1996 et 1999,. Le risque inondation est pris en compte dans l'aménagement du territoire de la commune par le biais du plan de prévention des risques inondation (PPRI) de la « vallée de la Dordogne amont »  approuvé le 15 avril 2011, pour les crues de la Dordogne,.
Castelnaud-la-Chapelle est exposée au risque de feu de forêt. L’arrêté préfectoral du 14 mars 2013 fixe les conditions de pratique des incinérations et de brûlage dans un objectif de réduire le risque de départs d’incendie. À ce titre, des périodes sont déterminées : interdiction totale du 15 février au 15 mai et du 15 juin au 15 octobre, utilisation réglementée du 16 mai au 14 juin et du 16 octobre au 14 février. En septembre 2020, un plan inter-départemental de protection des forêts contre les incendies (PidPFCI) a été adopté pour la période 2019-2029,.

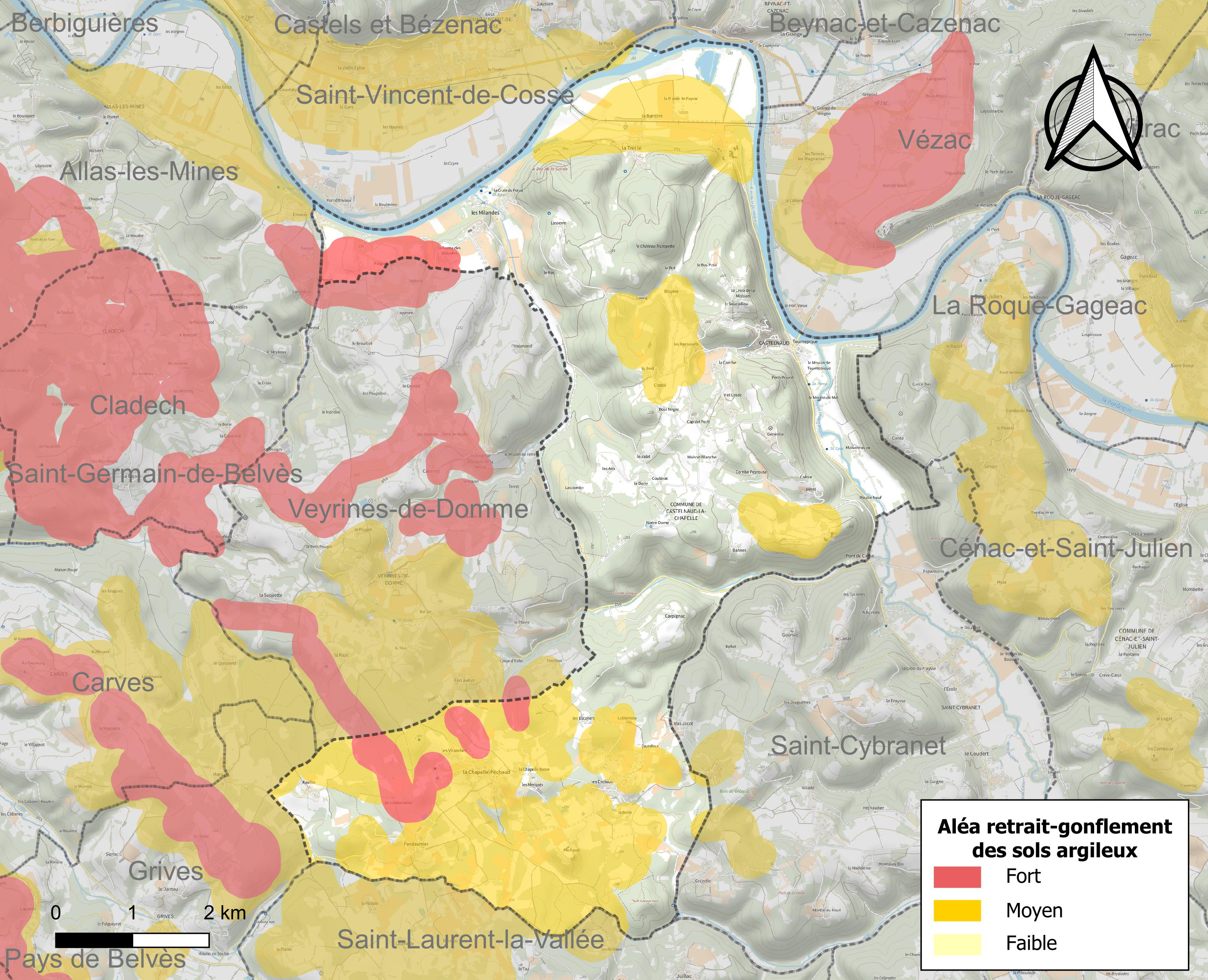
Carte des zones d'aléa retrait-gonflement des sols argileux de Castelnaud-la-Chapelle.

Les mouvements de terrains susceptibles de se produire sur la commune sont des tassements différentiels. Le retrait-gonflement des sols argileux est susceptible d'engendrer des dommages importants aux bâtiments en cas d’alternance de périodes de sécheresse et de pluie. 36 % de la superficie communale est en aléa moyen ou fort (58,6 % au niveau départemental et 48,5 % au niveau national métropolitain). Depuis le 1er octobre 2020, en application de la loi ÉLAN, différentes contraintes s'imposent aux vendeurs, maîtres d'ouvrages ou constructeurs de biens situés dans une zone classée en aléa moyen ou fort,.
La commune a été reconnue en état de catastrophe naturelle au titre des dommages causés par la sécheresse en 1989 et par des mouvements de terrain en 1999.

#### Risque technologique
La commune est en outre située en aval du barrage de Bort-les-Orgues, un ouvrage de classe A situé dans le département de la Corrèze et faisant l'objet d'un PPI depuis 2009. À ce titre elle est susceptible d’être touchée par l’onde de submersion consécutive à la rupture de cet ouvrage.

## Toponymie
La graphie Castelnaud est une corruption de Castelnau qui signifie « château neuf » (du latin castellum novum).
En occitan, la commune porte le nom de Castèlnòu e La Capèla.

## Histoire

### Préhistoire
Une statuette anthropomorphe « phallo-féminine » en calcaire silicifié est trouvée dans un champ près du château des Milandes dans les années 1980 par Gwen Linnenkamp, à l'époque âgé de 5 ans. En 2001 il apporte l'objet au Parc archéologique de Beynac à Laurent Bernat, qui la montre à André Morala, technicien au Musée national de Préhistoire des Eyzies-de-Tayac. Randall White étudie l'objet (microscopie optique, microscopie électronique à balayage, expérimentation, diffraction de rayons X, comparaison morphologique et technique avec d'autres statuettes féminines en matière minérale). La forme générale combine deux formes, l'une féminine, l'autre phallique. Yves Coppens a été le premier à regarder avec sérieux cette double lecture, qu'il a relevée à propos de la vénus de Lespugue et d'un des bas-reliefs de Laussel. 

Randall White situe la statuette de Castelnaud comme « probablement gravettienne-protomagdalénienne ».
L'industrie lithique provenant du même champ date du Moustérien, ce qui est cohérent avec les conclusions d'une prospection systématique des sites de surface menée dans les années 1970 par Jean-Philippe Rigaud et Margaret Conkey dans le secteur autour des Milandes : dominance du Paléolithique moyen, très peu de Paléolithique supérieur qui se résume à de l'Aurignacien et pas de Gravettien. Toutefois, le Paléolithique supérieur se manifeste dans les environs : à l'ouest, les abris du Flageolet 1 et 2 en rive droite de la Dordogne sur Bézenac (6 km au nord-ouest), fouillés par J.-Ph. Rigaud entre 1966 et 1981 et qui, à eux deux, livrent Aurignacien, Gravettien et Magdalénien ; sur Castels (10 km au nord-ouest), également en rive droite de la Dordogne, deux sites de Solutréen, deux sites de Magdalénien, un site d'Aurignacien ; sur Saint-André-d'Allas (6 km au nord), Moustérien et Aurignacien au site de plein air du Dau ; dans la vallée du Céou, le Roc à Vézac et la falaise du Conte (3 km au sud-est, commune de Cénac-et-Saint-Julien), pour différentes époques du Paléolithique moyen et supérieur.

### XIXeetXXesiècles
Avant 1827 la commune se nommait Castenaud. 
En 1827 les communes de Castelnaud et Fayrac fusionnent et deviennent Castelnaud-Fayrac.
En 1973 les anciennes communes de Castelnaud-Fayrac et La Chapelle-Péchaud fusionnent sous le nouveau nom de Castelnaud-la-Chapelle. 
La Chapelle-Péchaud conserve le statut de commune associée et, à ce titre, élit un maire délégué qui siège obligatoirement au conseil municipal de Castelnaud-la-Chapelle.

## Politique et administration

### Administration municipale
La population de la commune étant comprise entre 100 et 499 habitants au recensement de 2017, onze conseillers municipaux ont été élus en 2020,.

### Liste des maires
| Période                                  | Période      | Identité                  | Étiquette    | Qualité |
| ---------------------------------------- | ------------ | ------------------------- | ------------ | --- |
| Les données manquantes sont à compléter. |              |                           |              | |
|                                          |              |                           |              | |
| 1954                                     | 1974         | Abel Roulland             | SFIO puis PS | Conseiller général du canton de Domme (1969-1974) |
|                                          |              |                           |              | |
| 1983                                     | mars 2014    | Germinal Peiro            | PS           | Instituteur Conseiller général du canton de Domme (1988-2015) Député (1997-2017) Conseiller départemental du canton de la Vallée Dordogne (depuis 2015) Président du conseil départemental de la Dordogne (depuis 2015) |
| mars 2014                                | juillet 2020 | Marie-Françoise Roubergue | DVG          | |
| juillet 2020                             | En cours     | Daniel Dejean             |              | |

## Équipements et services publics

### Enseignement
En 2023, la commune possède une école primaire publique : l'école de Tournepique.

### Postes et télécommunications
La commune dispose d'un bureau de poste de La Poste ouvert les mardis et vendredis matin.

### Justice
Dans le domaine judiciaire, Castelnaud-la-Chapelle relève : 
- du tribunal de proximité de Sarlat-la-Canéda ;
- du tribunal judiciaire, du tribunal pour enfants, du conseil de prud'hommes et du tribunal de commerce de Bergerac ;
- du pôle Nationalité du tribunal judiciaire de Périgueux (compétent uniquement dans le domaine de la nationalité) ;
- de la cour d'appel et de la  cour administrative d'appel de Bordeaux.

## Population et société

### Démographie
Jusqu'en 1972, les communes de Castelnaud-Fayrac et de La Chapelle-Péchaud étaient indépendantes. Le 1er janvier 1973, la commune de La Chapelle-Péchaud s'associe avec celle de Castelnaud-Fayrac qui prend alors le nom de Castelnaud-la-Chapelle.

#### Après la fusion des communes
L'évolution du nombre d'habitants est connue à travers les recensements de la population effectués dans la commune depuis 1975. Pour les communes de moins de 10 000 habitants, une enquête de recensement portant sur toute la population est réalisée tous les cinq ans, les populations de référence des années intermédiaires étant quant à elles estimées par interpolation ou extrapolation. Pour la commune, le premier recensement exhaustif entrant dans le cadre du nouveau dispositif a été réalisé en 2007.

En 2022, la commune comptait 449 habitants, en évolution de −3,23 % par rapport à 2016 (Dordogne : +0,37 %, France hors Mayotte : +2,11 %).
| 1975 | 1982 | 1990 | 1999 | 2006 | 2007 | 2012 | 2017 | 2022 |
| ---- | ---- | ---- | ---- | ---- | ---- | ---- | ---- | ---- |
| 380  | 374  | 408  | 426  | 457  | 461  | 472  | 457  | 449  |

### Sports
En août, épreuve cycliste du Trophée des Châteaux (36e édition en 2024).
En septembre, le Marathon Dordogne-Périgord (25e édition en 2024) est une épreuve de descente fluviale de la Dordogne en canoë-kayak, entre Saint-Julien-de-Lampon et Castelnaud-la-Chapelle sur 32 kilomètres ; pour les jeunes, elle s'effectue sur 12 kilomètres entre Vitrac et Castelnaud-la-Chapelle.

### Vie locale
- Fêtes :
  - 4e dimanche de septembre à Castelnaud,
  - 1er dimanche de février à La Chapelle-Péchaud,
  - 1er dimanche de mai à Fayrac.
- Visite du château de Castelnaud,
- Visite du château et du parc de Lacoste.
- Visite du château des Milandes, des jardins à la française (7 ha de parc) ; démonstrations de fauconnerie, volières de rapaces.
- Passage du GR 64.
- Pêche.

## Économie
Tourisme, production de tabac et de maïs.

### Emploi
En 2015, parmi la population communale comprise entre 15 et 64 ans, les actifs représentent 207 personnes, soit 43,9 % de la population municipale. Le nombre de chômeurs (vingt-deux) a diminué par rapport à 2010 (trente-cinq) et le taux de chômage de cette population active s'établit à 10,6 %.

### Établissements
Au 31 décembre 2015, la commune compte 92 établissements, dont 61 au niveau des commerces, transports ou services, neuf dans la construction, neuf relatifs au secteur administratif, à l'enseignement, à la santé ou à l'action sociale, sept dans l'industrie, et six dans l'agriculture, la sylviculture ou la pêche.

### Entreprises
Parmi les entreprises dont le siège social est en Dordogne, deux sociétés situées à Castelnaud-la-Chapelle se classent parmi les cinquante premières de leur secteur d'activité quant au chiffre d'affaires hors taxes en 2015-2016 :
- dans l'industrie, les Établissements Coste (fabrication de parquets assemblés), 41e avec 6 077 k€[79] ;
- dans les services, Kléber Rossillon SARL (gestion des sites et monuments historiques et des attractions touristiques similaires), 24e avec 4 970 k€[80].

## Culture locale et patrimoine

### Lieux et monuments

#### Vestiges préhistoriques et antiques
Grottes et gisements préhistoriques du Conte et des Fours.

#### Architecture civile

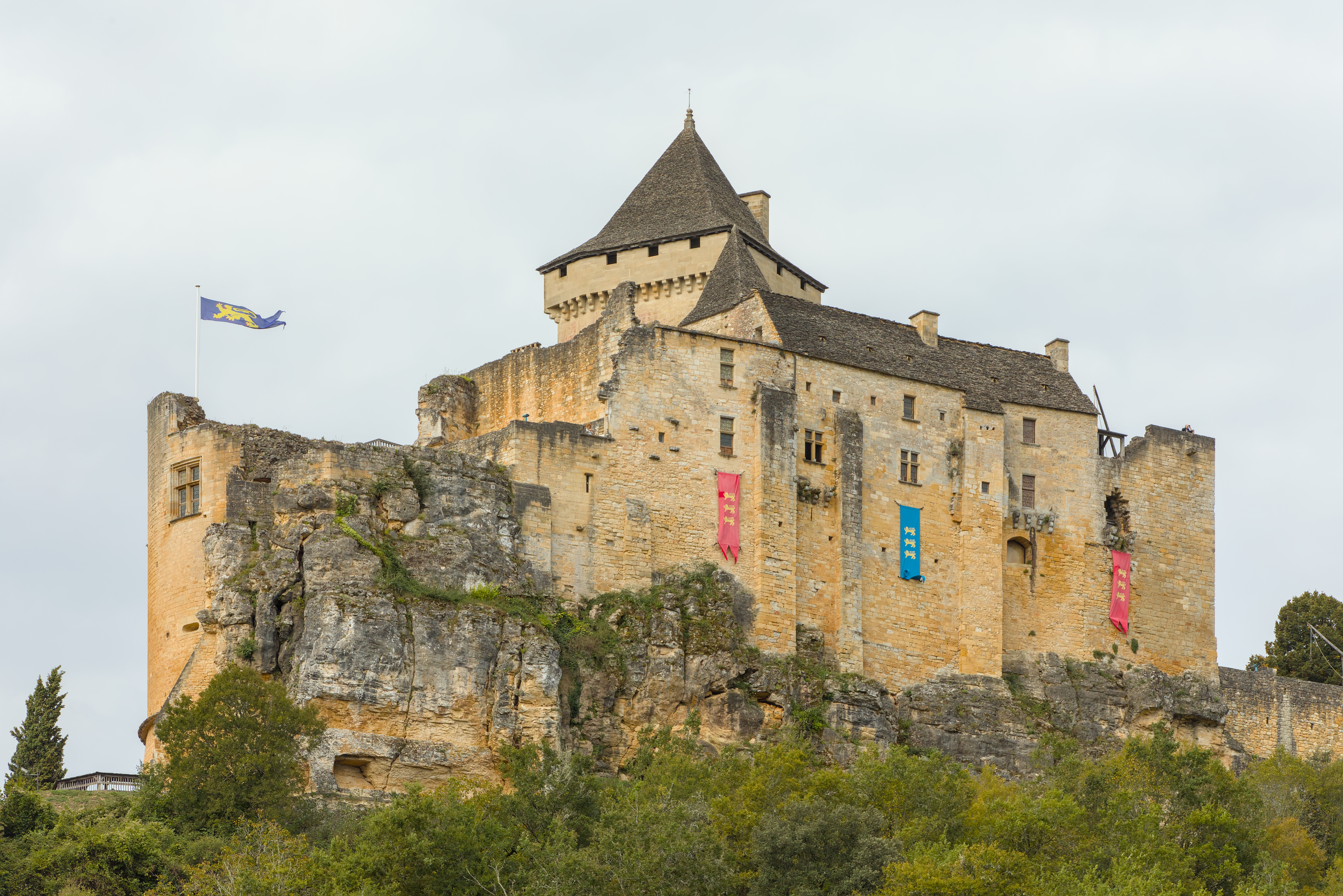
Château de Castelnaud.

- Château de Castelnaud, XIIIe siècle XIVe siècle, classé monument historique en 1966, visitable. Perché sur la rive escarpée de la Dordogne et surveillant son confluent avec le Céou, il offre un remarquable panorama sur les sites de Beynac, Marqueyssac et La Roque-Gageac. Mentionné au XIIe siècle ; pris par Simon IV de Montfort en 1214 ; occupé par les Anglais au XVe siècle. Vestiges du XIIIe siècle, remanié au XIIIe siècle et XIVe siècle, donjon et grosse tour du XIVe siècle. Transformé en carrière de pierres au XIXe siècle. Restauré depuis.
- Château de Fayrac, XVe siècle XVIe siècle XIXe siècle, classé. Pont-levis, courtine à mâchicoulis, chapelle, pignons et poivrières.
- Château de Lacoste, XVIIIe siècle XIXe siècle, classé. Sur une falaise, parc.
- Château des Milandes, XVe siècle XIXe siècle, classé, visitable. Transformé en « village du monde » par Joséphine Baker, mobilier[81].
- Château Péchaud, XVIIe siècle XVIIIe siècle.
- Château de Chignac (ou château de Signac), château ruiné, qui fut une métairie avant la Révolution[82].
- Gare de Castelnaud-Fayrac (fermée).
- Village sur un promontoire.

#### Architecture religieuse

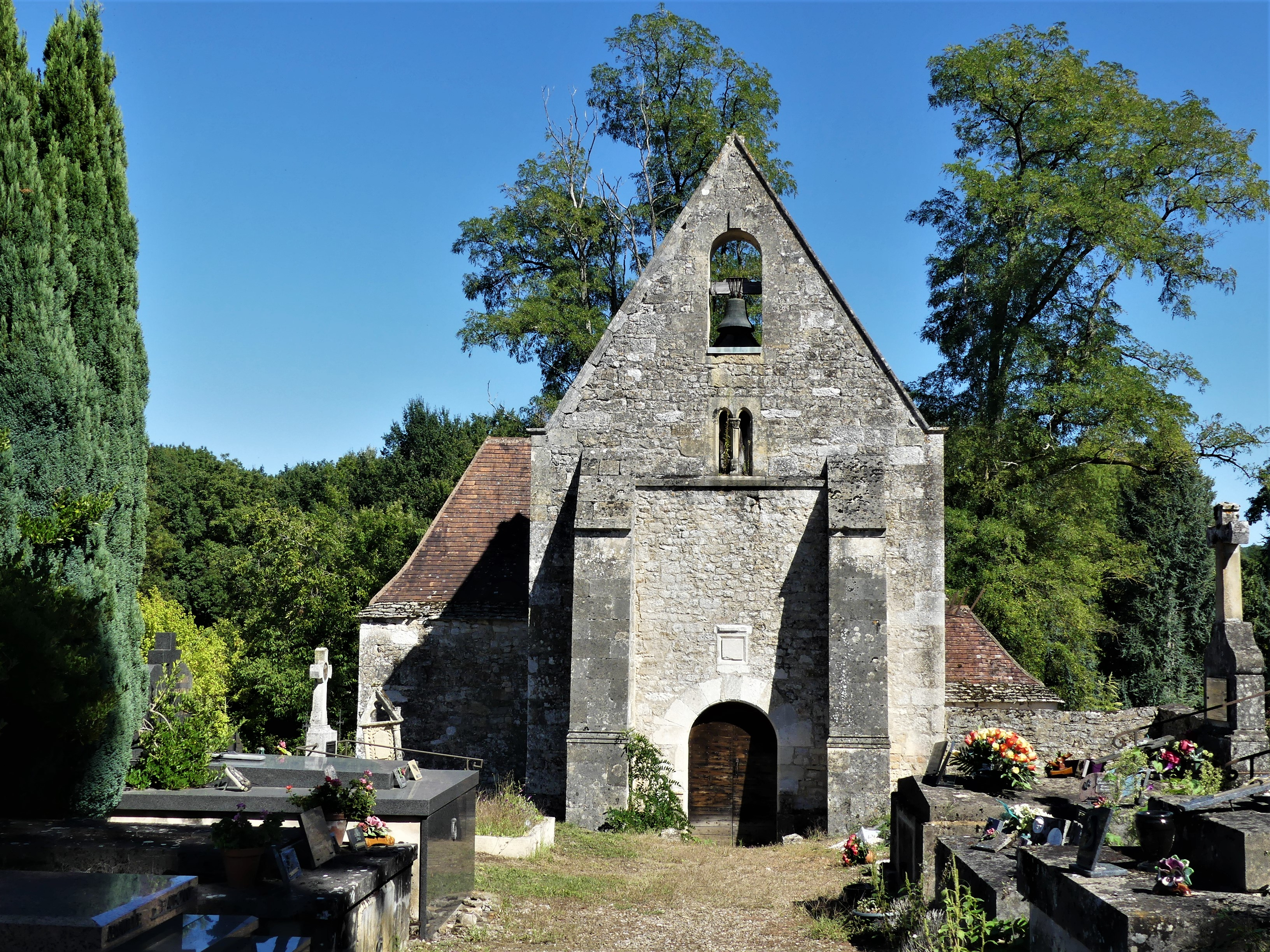
L'église Saint-Eutrope de Fayrac.

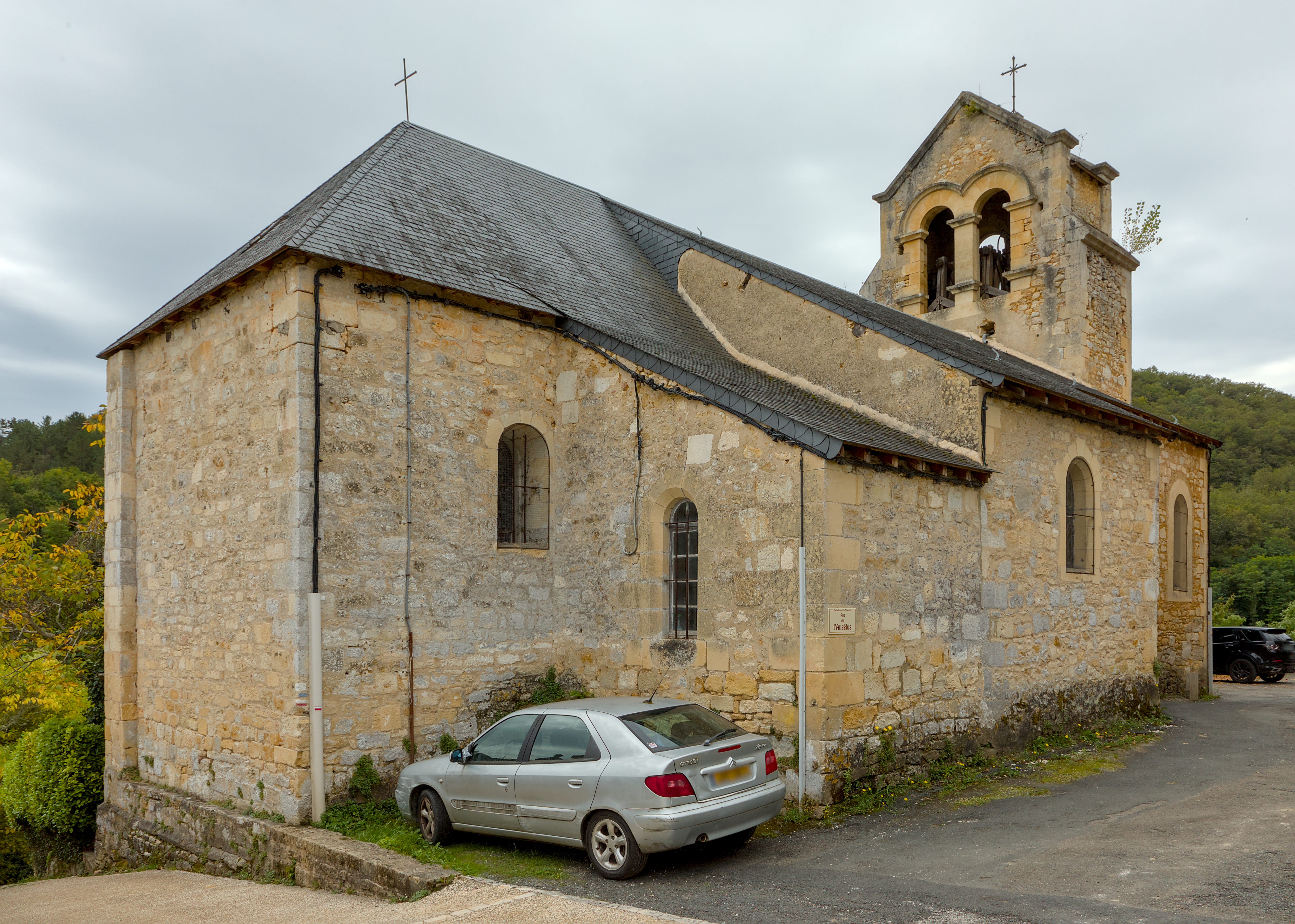
L'église Saint-Michel-Archange de Castelnaud.

- Chapelle castrale de Lacoste, néo-gothique, XIXe siècle.
- Église Saint-Jacques-le-Mineur des Milandes, du XVe siècle, inscrite au titre des monuments historiques en 1926[83].
- Chapelle du château de Fayrac[84].
- Église Saint-Eutrope de Fayrac, très restaurée : abside polygonale, clocher-mur[85].
- Église Saint-Blaise de la Chapelle-Péchaud, dédiée à Blaise de Sébaste, évêque et martyr[86], romane, retouchée aux XVIe et XVIIe siècles : abside à modillons sculptés, portail classique[87].
- Église Saint-Michel-Archange de Castelnaud-la-Chapelle[88].
- Église moderne de Castelnaud.
- Croix hosannière du XVIIIe siècle à la Chapelle-Péchaud.

#### Musées
- Musée de la Fauconnerie, salle vidéo.
- Musée Joséphine-Baker, au château des Milandes.
- Musée de la Guerre au Moyen Âge, au château de Castelnaud : armes, machines de guerre ; animations.
- Écomusée de la noix du Périgord, au moulin de Vielcroze[89].

#### Sites
- Panoramas et sites des châteaux de Castelnaud, Lacoste, Les Milandes.
- Vallée de la Dordogne (SI).
- Grottes dans la falaise du Conte.

### Personnalités liées à la commune

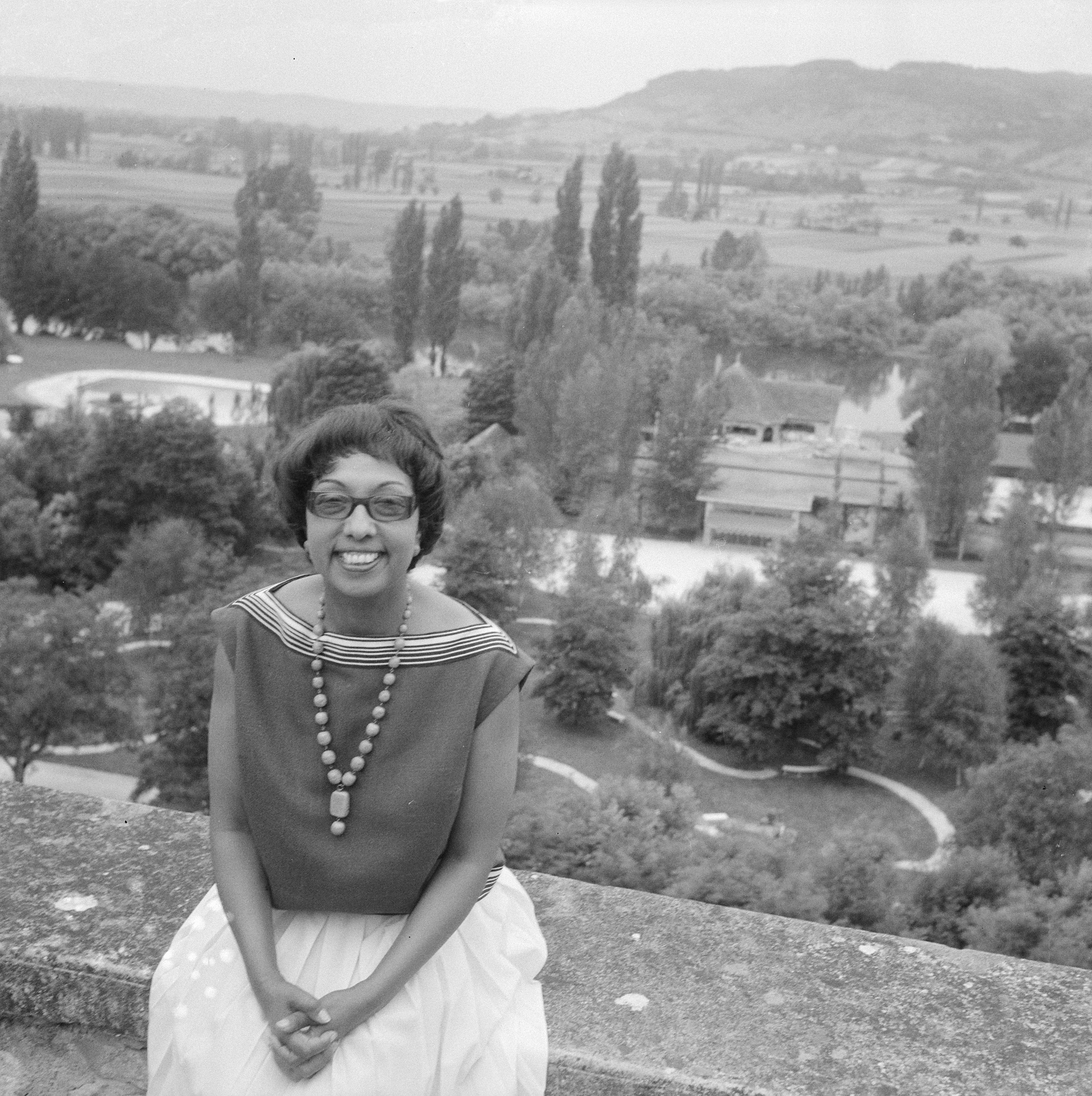
Joséphine Baker en 1961 au château des Milandes.

- Geoffroy de Vivans (ou Vivant) (1543-1592), est né au château de Castelnaud. Il est décédé au cours du siège du château de Villandraut que dirigeait le maréchal de Matignon.
- Fernand de La Tombelle (1854-1928), compositeur et organiste, est mort au château de Fayrac.
- André Malraux (1901-1976), écrivain, aventurier, homme politique et intellectuel français, s'installe brièvement au château de Castelnaud en 1944 pendant la Résistance.
- Joséphine Baker (1906-1975), achète en 1947 le château des Milandes qu'elle loue depuis 1937. Ruinée elle en perd la propriété en 1968, et doit le quitter en 1969, après y avoir, les derniers temps et en conflit avec le nouveau propriétaire, vécu dans une seule pièce, la cuisine, où elle s'était barricadée.
- Jo Bouillon (1908-1984), compositeur, chef d'orchestre et violoniste, le quatrième mari de Joséphine Baker, vit avec celle-ci aux Milandes, de son mariage, en 1947, à la séparation du couple, en 1957 (divorce en 1961).
- Germinal Peiro, né en 1953, député de la Dordogne, est maire de la commune de 1983 à 2014.

## Pour approfondir